# Saint-Pierre-le-Chastel
Saint-Pierre-le-Chastel é uma comuna francesa na região administrativa de Auvérnia-Ródano-Alpes, no departamento Puy-de-Dôme. Estende-se por uma área de 17,16 km². Em 2010 a comuna tinha 448 habitantes (densidade: 26,1 hab./km²).